# Cristian Moreni
Cristian Moreni, nacido el 21 de noviembre de 1972, en la ciudad italiana de Asola, es un ciclista ya retirado que fue profesional entre 1998 y 2007.
Su último equipo fue el Cofidis, pero fue despedido por dar positivo por testosterona en el Tour de Francia en la etapa que transcurrió entre Marsella y Montpellier, obligando al abandono de su equipo en la ronda francesa.
En 2004 participó en los Juegos Olímpicos de Atenas.

## Palmarés
| 1996 - 1 etapa de la Vuelta al Táchira 1997 - 1 etapa del Giro de los Abruzzos 1999 - 1 etapa de la Vuelta a España 2000 - 1 etapa del Giro de Italia 2001 - 1 etapa de la Vuelta a Castilla y León | 2003 - Giro del Veneto - 1 etapa del Regio-Tour 2004 - Campeonato de Italia en Ruta - 1 etapa de la Ruta del Sur 2006 - 1 etapa del Tour de l'Ain |

## Resultados en las grandes vueltas
| Carrera         | 1998 | 1999 | 2000 | 2001 | 2002 | 2003 | 2004 | 2005 | 2006 | 2007 |
| --------------- | ---- | ---- | ---- | ---- | ---- | ---- | ---- | ---- | ---- | ---- |
| Giro de Italia  | -    | -    | Ab.  | -    | 28º  | Ab.  | 25º  | 53.º | Ab.  | -    |
| Tour de Francia | -    | -    | -    | -    | 66.º | -    | -    | -    | 44.º | Ex.  |
| Vuelta a España | Ab.  | 54.º | 65.º | 68.º | -    | 49.º | Ab.  | -    | -    | -    |
| Mundial en Ruta | -    | -    | -    | -    | -    | Ab.  | Ab.  | -    | -    | -    |

-: no participa

Ab.: abandono

Ex.: expulsado

F.c.: descalificado por "fuera de control"

## Equipos
- Ballan/Ballan-Alessio/Alessio-Banca SMG (1998-2000)
  - Ballan (1998)
  - Ballan-Alessio (1999)
  - Alessio-Banca SMG (2000)
- Mercatone Uno (2001)
- Alessio (2002-2004)
  - Alessio (2002)
  - Alessio-Bianchi (2003-2004)
- Quick Step-Innergetic (2005)
- Cofidis (2006-2007)